# Rozszerzenie nazwy pliku
Rozszerzenie – sposób oznaczania typu pliku za pomocą sufiksu jego nazwy. Rozszerzenie jest oddzielone od reszty nazwy za pomocą kropki. Ponieważ w nowoczesnych systemach nazwa pliku może sama w sobie zawierać kropki, przyjmuje się, że rozszerzeniem jest część nazwy po ostatniej kropce, a samo rozszerzenie nie zawiera kropek.
W systemie DOS długość rozszerzenia była ograniczona do 3 znaków. Z tego powodu dla niektórych rodzajów plików przyjęły się dwa różne rozszerzenia, np. jpg i jpeg oraz htm i html.
Systemy Uniksowe (ale nie tylko one) nie posługują się mechanizmem rozszerzeń plików w taki sposób. Ponieważ nazwa pliku może zawierać dowolne znaki, czyli także kropki, rozszerzenie jest tu jedynie częścią nazwy pliku. Część ta nie jest ani obowiązkowa, ani nie musi mieć określonej długości. Może także występować wielokrotnie – np. tar.gz oznacza skompresowany gzipem (gz) plik typu tar (tar). Rozszerzenia służą tu raczej informowaniu użytkownika niż programów i nie są tak istotne jak w systemach operacyjnych bazujących na DOS – nie wymagają rozszerzeń m.in.:
- pliki muzyczne np. mp3, ogg, wav
- pliki tekstowe
- pliki wykonywalne np. exe, bin
- katalogi
- pliki urządzeń
- pliki raportów jądra systemu (z /proc)
- pliki konfiguracyjne
- kanoniczne pliki dokumentacji takie jak README czy copyright
- pliki kontroli projektu takie jak Makefile
- i wiele innych

Typ pliku zwykle jest przekazywany w inny sposób, taki jak magic czy MIME.
W systemach Microsoft Windows rozszerzenia plików pełnią głównie funkcję ułatwiającą przypisywanie plików do odpowiednich programów (kojarzenie plików), które pozwalają na ich otwieranie i odpowiednią interpretację zawartości. Dzięki temu można wymusić otwarcie pliku w określonym programie poprzez samą zmianę jego rozszerzenia, jednak niesie to również zagrożenia w postaci spreparowanych plików ze szkodliwą zawartością, które mogą zagrozić bezpieczeństwu systemu i danych w nim zgromadzonych.
Gdy został wydany Windows 95, Microsoft umożliwił tworzenie plików o nazwie dłuższej niż 8 znaków, a także rozszerzenia, dłuższego niż 3 znaki. Natomiast do tej pory używamy plików o rozszerzeniach txt, exe, zip ze względu na zachowanie wstecznej kompatybilności ze starszymi systemami.